# Alejandra Gils Carbó
Alejandra Magdalena Gils Carbó (Buenos Aires, 20 de junio de 1958) es una abogada argentina, quien ejerció el cargo de Procuradora General de la Nación hasta el 31 de diciembre de 2017. El pliego para su designación fue aprobado por el Congreso argentino y puesta en funciones por la presidenta Cristina Fernández de Kirchner el 29 de agosto de 2012.

## Biografía
Gils Carbó nació en la ciudad de Buenos Aires en 1958. Se recibió de abogada en la Universidad de Buenos Aires en 1981 y obtuvo una maestría en Economía Política de la Facultad Latinoamericana de Ciencias Sociales (FLACSO). Es divorciada y tiene 3 hijos.
Es autora del libro "Régimen legal de las bases de datos y Habeas Data", publicado en 2001 y colaboró en los libros "Manual para fortalecimiento de Consejos Directivos de Organizaciones sin fines de lucro" y "Los Derechos Humanos en la Jurisprudencia de la Corte".
En 1982 comenzó a ejercer la abogacía en el Estudio Fargosi, en el que trabajó cinco años.
En 1987 ingresó a la función pública, como secretaria de un juzgado comercial de primera instancia, a cargo de Atilio González. Ese mismo año comenzó a ejercer la docencia en la Universidad del Salvador, como profesora adjunta de Helios Guerrero en la Cátedra Derecho Comercial y fue profesora en la Universidad de Belgrano en la cátedra "Papeles de Comercio y Ejecuciones Colectivas", entre 1991 y 1999, entre otros cargos académicos.
Fue ascendida al cargo de prosecretaria letrada de la Sala E de la Cámara de Apelaciones en lo Comercial y en 1994 ingresó al Ministerio Público Fiscal.
Comenzó como secretaria de la fiscalía ante la misma Cámara. Cuatro años más tarde accedió por concurso al cargo de fiscal general adjunta de la Procuración General de la Nación. El entonces procurador Nicolás Eduardo Becerra la nombró fiscal subrogante ante la Cámara de Apelaciones en lo Comercial.
En 2004 fue designada fiscal general de la Cámara de Apelaciones en lo Comercial.
En 2007 Gils Carbó se opuso a la homologación del Acuerdo Preventivo Extrajudicial de la empresa Cablevisión (Grupo Clarín) con sus acreedores. Este acuerdo fue utilizado posteriormente para justificar la fusión de Cablevisión y Multicanal, concretada en diciembre de 2007 gracias a un decreto firmado por el entonces presidente Néstor Kirchner.
Fue propuesta en junio de 2012 por el PEN para desempeñarse como Procuradora General de la Nación tras la renuncia de Esteban Righi a dicho cargo. El pliego enviado al parlamento fue aprobado en agosto de 2012, obteniendo 63 votos a favor y sólo tres en contra en el Senado Argentino. La presidenta Cristina Fernández de Kirchner tomó juramento a Gils Carbó el 29 de agosto de 2012.
En enero de 2015 el fiscal Guillermo Marijuán imputó a Gils Carbó por el delito de incumplimiento de los deberes de funcionario público y abuso de autoridad. Es por una causa en la que el juez Claudio Bonadio denunció que Gils Carbó no habría cumplido con el protocolo de procedimientos ante el pedido de remoción del fiscal Carlos Gonella, titular de la Procuraduría de Criminalidad Económica y Lavado de Activos. Gonella está acusado de la difusión pública de una causa por lavado de dinero contra familiares y allegados de Valentín Temes Coto, empresario español condenado a 20 años de prisión por la causa conocida como "Manzanas blancas", el mayor caso de narcotráfico de Argentina. La Procuradora recibió el apoyo de más de 80 fiscales y funcionarios judiciales. Unos 120 fiscales del Ministerio Público de la Nación manifestaron su apoyo a Gils Carbó, al señalar "su profunda preocupación" por las manifestaciones que realizaron distintos actores políticos "en plena campaña electoral" y que ejercen una "indebida presión" sobre la funcionaria al exigirle su renuncia.
En 2017 el gobierno nacional inició una campaña para remover a Gils Carbó de su cargo, e incluso un diputado oficialista insinuó que podría ser realizado por Mauricio Macri a través de un decreto. El propio presidente aseguró que ella "no tiene autoridad moral" para ejercer el cargo.
El día 30 de octubre de 2017 presentó su renuncia a la procuraduría, debido a que se la procesó por administración fraudulenta en la compra de un inmueble 13 a principios del mismo mes. Su renuncia  se efectivizó el 31 de diciembre del mismo año.